# Струнино (станция)
Стру́нино — железнодорожная станция Ярославского направления Московской железной дороги в одноимённом городе Александровского района Владимирской области. Входит в Московско-Курский центр организации работы железнодорожных станций ДЦС-1 Московской дирекции управления движением. По основному характеру работы является промежуточной, по объёму работы отнесена к 4 классу.
Станция названа по городу, в котором расположена, до 1904 года носила имя Бараново. Выход к город возможен на юг к вокзалу и автостанции, улице Суворова, на север в Ленинский посёлок (район города), улицам Зорина, Советской, Борьбы.
К западу от станции находится мост через реку Пичкуру, к востоку через реку Чёрную (приток Пичкуры).

## Описание
Всего на станции четыре транзитных пути: два главных и два боковых с северной и южной стороны. Ранее существовал 5-й путь между боковым 5-м и 1-м транзитным. Он использовался, в основном, для отстоя вагонов, но в 2000-х был демонтирован.
На станции две высокие боковые пассажирские платформы для пригородных электропоездов, расположены у боковых путей, соединены надземным пешеходным путепроводом. Северная платформа № 1 на Москву, Поварово-3, южная № 2 на Александров, Балакирево, у южной находится вокзал. Ранее от станции отходил подъездной путь на фабрику. В 2009 году полностью демонтирован
Станция находится на совмещённом участке Ярославского направления и Большого кольца, работают радиальные и кольцевые электропоезда. Станция является транзитной для всех пригородных электропоездов. Движение от станции возможно:
- на запад: на Москву-Ярославскую (по Ярославскому направлению); на Костино и Поварово III (по Большому кольцу, ответвление на посту 81 км);
- на восток: на Александров и Балакирево

## Маршруты пригородного сообщения
- Москва-Пасс.-Ярославская — Александров (туда 22 поезда, обратно 20; + 2 пары экспресса ежедневно.
- Москва-Пасс.-Ярославская — Балакирево (туда 1 поезд, обратно 2 поезда; плюс 1 пара по выходным).
- Александров — Поварово III (3 пары).
- Александров — Дмитров (1 пара).[источник не указан 3506 дней].

## Галерея

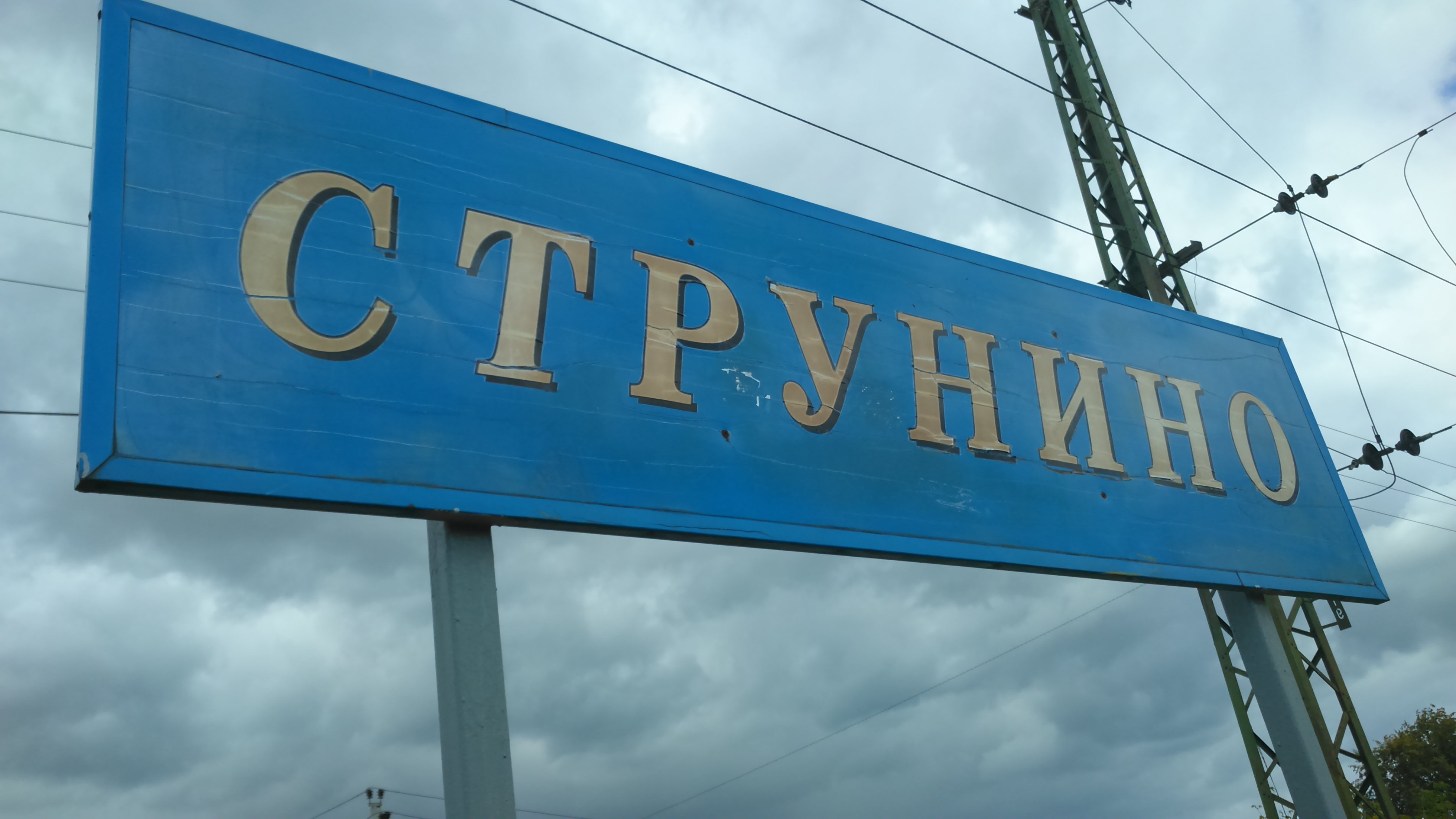
Платформенная табличка
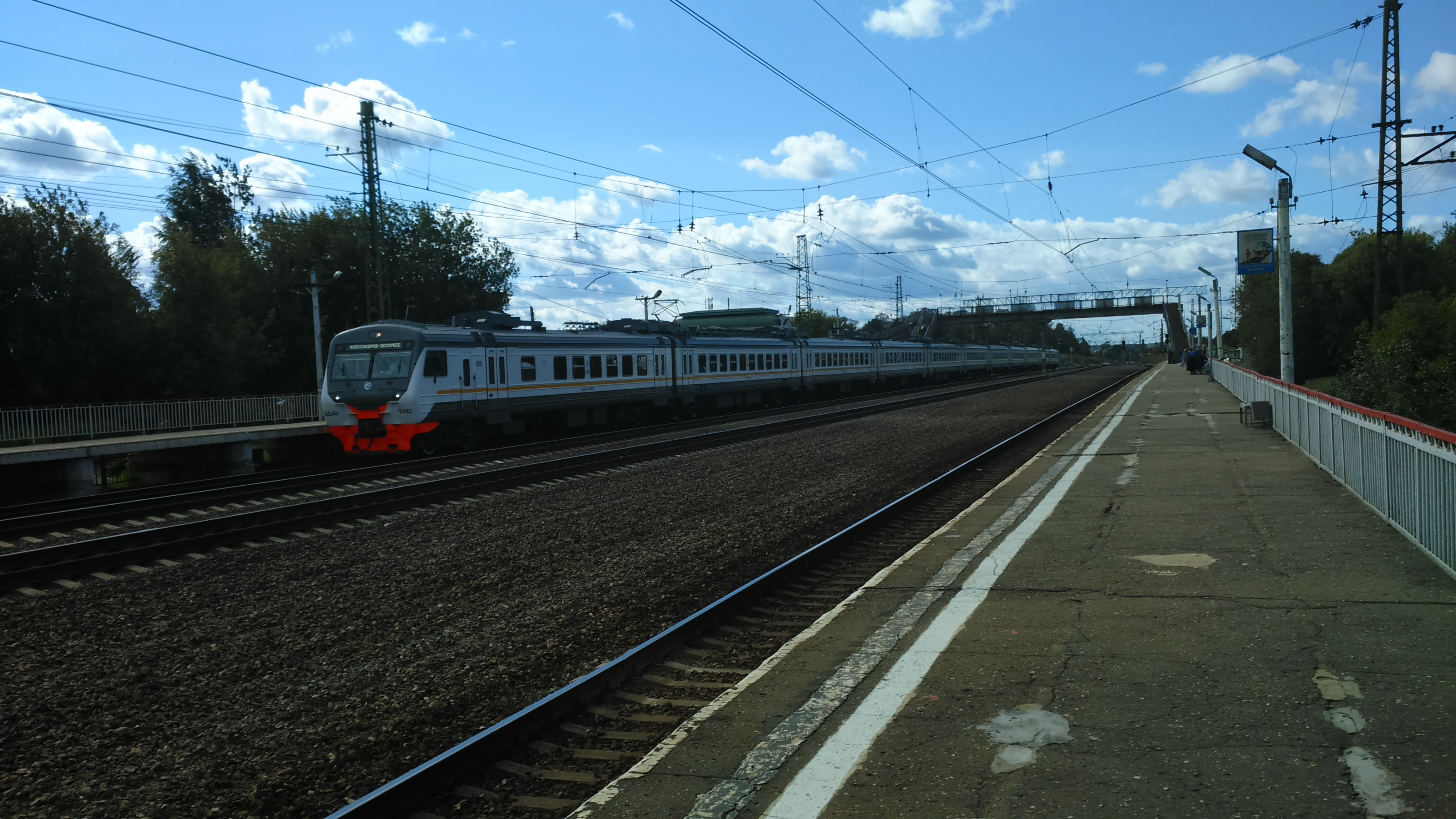
Электропоезд-экспресс Москва — Александров, прибывающий на станцию